# Ик (приток Ая)
Ик (баш. Ыйыҡ) — река в России, правый приток реки Ай, протекает по территории Башкортостана. Средний расход воды — 8,1 м³/с. Высота устья — 187 м над уровнем моря.

## Географические сведения
Длина реки составляет 102 км, площадь бассейна — 2390 км², общее падение — 230 м. Скорость течения до 0,5 м/с, ширина реки в нижнем течении увеличивается до 20—25 метров. Питание реки преимущественно снеговое.
Ик берёт начало в 11 километрах от деревни Сандалашка Белокатайского района. Протекает по территории Белокатайского и Мечетлинского районов Республики Башкортостан и впадает в реку Ай в 92 километрах от её устья, возле села Большеустьикинское Мечетлинского района.
Рельеф бассейна Ика холмисто-увалистый.
Лесистость бассейна составляет 50 %, а распаханность — 35 %. Для регуляции стока у села Большеустьикинского создано водохранилище.

## Притоки
- 7,3 км: Ока (пр)
- 13 км: Барсук (пр)
- Красный Ключ (пр)
- 27 км: Суя (пр)
- 37 км: Усть-Маш (лв)
- Тепляк (пр)
- Емаш (пр)
- 50 км: Нугуш (пр)
- Мухтар (лв)
- 55 км: Нугуш (пр)
- Разливка (пр)
- Чёрная (лв)
- 66 км: Бурзяк (лв)
- Кондастак (пр)
- Кургашка (пр)
- Тавальгань (лв)
- 84 км: Вак-Нугуш (пр)
- Ямная (пр)
- 86 км: Куляк (лв)
- Катайка (лв)
- 92 км: Чекмагаш (пр)
- Елгыз (пр)